# Ali Eren Beşerler
Ali Eren Beşerler (* 25. Oktober 1975 in Ankara) ist ein ehemaliger türkischer Fußballspieler.

## Vereinskarriere
Ali Eren Beşerler begann seine Karriere bei Gençlerbirliği Ankara. Dort spielte er drei Jahre lang und wechselte im Oktober 1997 zum Traditionsverein Beşiktaş Istanbul. In seiner ersten Saison für Beşiktaş gewann er mit der Mannschaft den türkischen Fußballpokal. Seine erste und einzige Meisterschaft feierte Beşerler am Ende der Spielzeit 2002/03. Beşiktaş wurde vor Galatasaray Meister im 100. Jubiläumsjahr. Nach dem Ende der Saison verließ er nach sechs Jahren Istanbul. Fortan spielte der Abwehrspieler für Çaykur Rizespor, Kocaelispor, Akçaabat Sebatspor, Altay Izmir, Sivasspor und Turgutluspor.
Im Alter von 32 Jahren beendete Ali Eren Beşerler frühzeitig seine Karriere.

## Nationalmannschaft
Ali Eren Beşerler gab sein Debüt für die Türkei am 5. Juni 1999 im EM-Qualifikationsspiel gegen Finnland. Insgesamt kam er zu 6. Länderspielen. Für den Kader zur Fußball-Europameisterschaft 2000 wurde er nicht nominiert.

## Trainerkarriere
Beşerler ist seit 2010 Trainer. Seine erste Station war Üsküdar Anadolu 1908 SK. Er begann zuerst als Co-Trainer und wurde im August 2010 zum Chef-Trainer befördert. Zuletzt war er Trainer bei Kırıkhanspor.

## Erfolge
- Mit Beşiktaş Istanbul:
  - Türkischer Fußballpokalsieger: 1998
  - Türkischer Fußballmeister: 2003